# Tverrnipa
Tverrnipa är en bergstopp i Antarktis. Den ligger i Östantarktis. Norge gör anspråk på området. Toppen på Tverrnipa är 2 196 meter över havet.
Terrängen runt Tverrnipa är varierad. Trakten är obefolkad. Det finns inga samhällen i närheten. 